# عثمان دقنة
عثمان دِقْنَة (1836م 1927م)، أحد أمراء وقادة الثورة المهدية في السودان وأكثرهم شهرة وحنكة فيما يتعلق بخطط الحرب واستراتيجياتها، فقد خاض العديد من المعارك التي انتصر فيها وحطم خطة ما يعرف بتشكيلة المربع الإنجليزي العسكرية. ومهد الطريق لفتح المهدي للخرطوم. كتب عنه البريطانيون الكثير من الكتب المشيدة بمهاراته.

اعتقل في شرق السودان بعد هزيمة المهدية ونقل أسيرا إلى مصر قبل إعادته إلى السودان حيث توفي هناك عام 1927.

## ميلاده

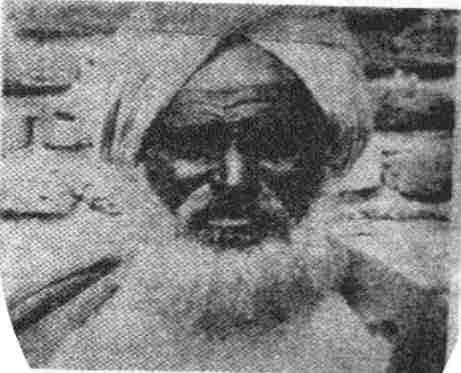
عثمان دقنة

ولد عثمان دقنة في مدينة سواكن بولاية البحر الأحمر الحالية بشرق السودان  حوالي عام 1843 م، ووالده هو أبو بكر دقنة من أسرة الدقناب وأمه تدعى نفيسة ست البنات وهي من البشارياب إحدى بطون قبيلة الهدندوة بشرق السودان. وقد اختلفت الروايات في معنى كلمة «دقنة». فهي في بعض الآراء كلمة مشتقة من لفظ دقن أي الذقن أو اللحية باللهجة العربية السودانية كناية على كثافة شعر اللحية، لكن الرأي الراجح هو أن الكلمة مشتقة من لفظ الدقناب وهو اسم عشيرة الدقناب الذين ينتمي إليها عثمان دقنة.

## نسبه
ينتمي عثمان دقنة إلى سلالة العباسيين اللذين حكموا مصر من عام 661 من الهجرة وحتى سنة 923 هجرية ومقر أسرته جزيرة سواكن، أما نسبه فهو كالتالي:-
عثمان بن أبو بكر بن علي بن محمد (الملقب بدقنة) بن أحمد بن محمد بن أحمد بن محمد بن رجب بن محمد خليل بن عبد الله بن عبد الله الملقب بالتركي بن الفضل بن الحسن بن إبراهيم بن سعيد بن الفضل بن الخليفة المستعين بالله بن الخليفة محمد المتوكل على الله بن المعتضد بالله بن المستكفي بالله بن الحاكم بأمر الله بن الحسن القبي بن الأمير علي بن الأمير أبي بكر بن المسترشد بالله بن المستظهر بالله بن المقتدي بأمر الله بن الأمير محمد ذخيرة الدين محمد بن القائم بأمر الله بن القادر بالله بن الأمير إسحاق بن المقتدر بالله بن المعتضد بالله بن ولي العهد طلحة الموفق بالله بن المتوكل على الله بن المعتصم بالله بن هارون الرشيد بن محمد المهدي بن أبو جعفر المنصور بن محمد بن علي بن عبد الله بن العباس بن عبدالمطلب بن هاشم.

## النشأة
نشأ عثمان دقنة في كنف أبويه ووسط أسرة تعمل بالتجارة وتهتم بالتعليم. فقد كانت أمه معلمة قرآن، الأمر الذي جعله يحفظ القرآن ويتعلم الكتابة والقراءة منذ صغره. وكان أخواه عمر وعلي وابن عمه أحمد يعملون بالتجارة بين سواكن ومدينة وجدة بالحجاز. كانت تجارتهم رائجة في وقت كانت فيه سـواكن، مسقط رأسه دقنة ومهد صباه، في أوج ازدهارها في ذلك الزمن وحياتها ميسورة وسهلة حتى تم ضمهـا إلى مصر عـام 1863 م وأرسل إليها الخديوي إسماعيل باشا حكاماً من بينهم ممتاز باشـا الذي اتبع سياسة متشددة رغم قيامه بإدخال زراعة القطن في المنطقة وعمل على تشجيع سكانها على زراعته، الأمر الذي أحدث فيها تغييرات اجتماعية. وقد عاصر دقنة تلـك التطورات وما صاحبها من تشدد من قبل الحكام خاصة في جمع الضرائب من السكان. وذكرت بعض المصادر حادثة أثرت في نفسية الشاب دقنة آنذاك عندما تم تعذيب أحد مواطني المدينة أمام الملأ لإتهامه بقتل أحد المسـؤولين الأوروبيين وتحمـل الرجـل العذاب حتى مات.
وفي عام 1877م ألقت السلطات القبض على عثمان دقنة وعلى شقيقيه عمر وعلي بالقرب من مرسى الشيخ برغوث ( بورتسودان حاليا) بتهمة الاتجار بالرقيق تحت ستار التجارة الحرة، وحُكُم عليهم بالسجن ومصادرة ممتلكاتهم. وعاد الأخوة الثلاثة إثر انقضاء فترة العقوبة وضياع ثروتهم إلى سواكن. وعندما سمع عثمان بثورة عرابي في مصر ظن أن الوقت قد حان لمناهضة الحكام الأتراك العثمانيين فبدأ في تأليب السكان ضدهم وحاول إقامة تنظيم للمقاومة في المنطقة ولكنه لم يفلح في ذلك فقد تبعه عدد قليل جدا من الناس غير أن كبار رجالات المدينة من تجار وزعماء العشائر رأوا أن يبعدوا مدينتهم المعتمدة على التجارة عن أية مشاكل ومصادمات مع السلطة فتكون مجلس من الأعيان قرر طرد عثمان دقنة من مدينة سواكن. وعلى أثر هذا القرار فغادرها إلى مدينة بربر بشمال السودان وتزوج هناك وامتهن في البداية مهنة سقي الماء ثم تحول وبمساعدة أصهاره إلى التجارة مرة ثانية.

## انضمامه إلى المهدية

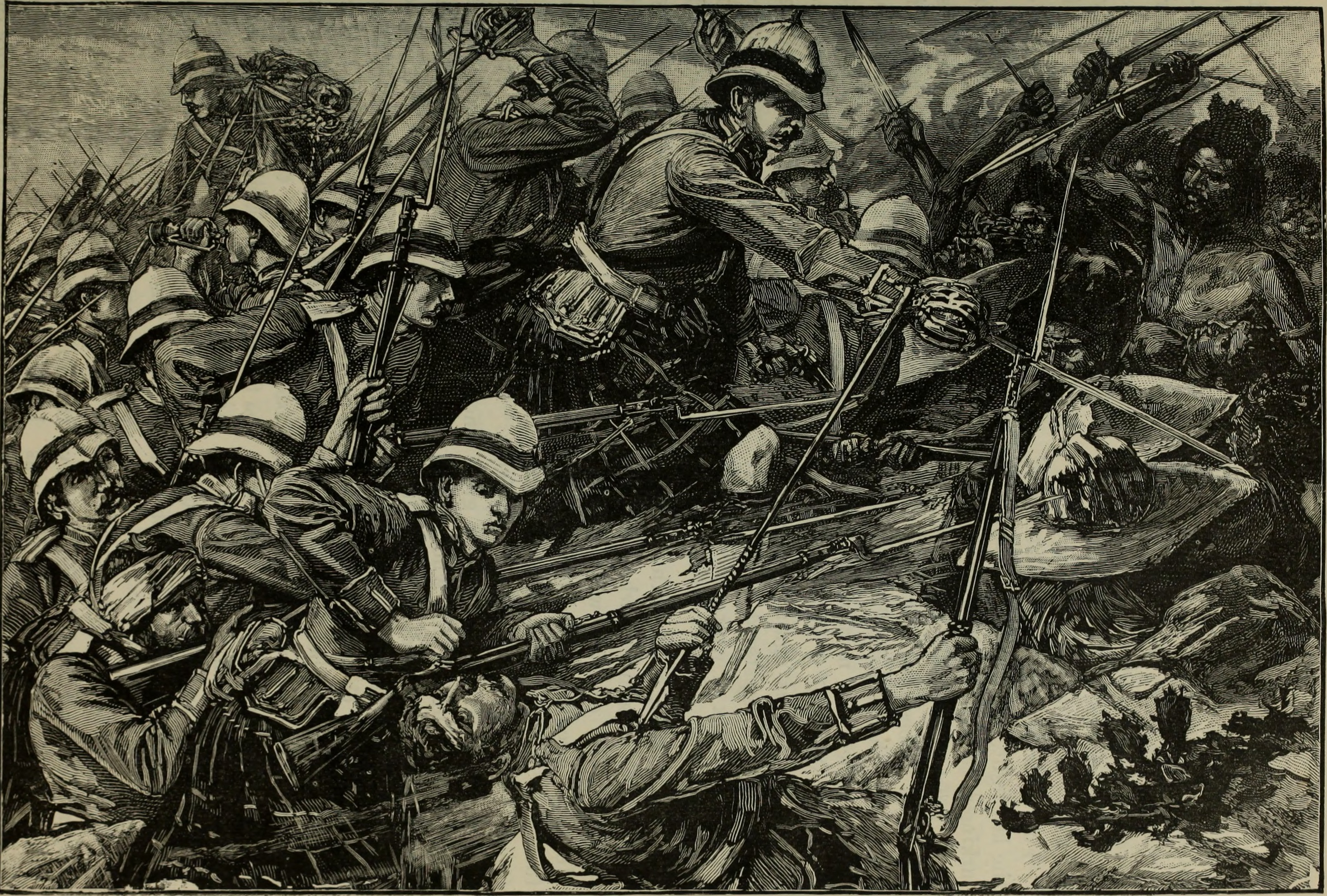
حرب السودان 1885

وفي تلك الأثناء ظهر محمد أحمد المهدي في غرب السودان يدعو إلى الجهاد ضد التركية السابقة التي كان السكان يشكون من
ضرائبها الباهظة وفساد موظفيها وخروجهم عن أسس الدين وأصوله. وتنامت إلى مسامع عثمان دقنة أنباء المهدي وانتصاراته العسكرية السريعة . وبعد انتشار خبر سقوط مدينة الأبيض على يد المهدي توجه دقنة إلى كردفان والتقى بالمهدي واستمع إلى دعوته وأعلن مبايعته له باعتباره المهدي المنتظر وخليفة رسول الله فيما باركه المهدي وعيّنه أميراً على شرق السودان وحملّه رسائل إلى المسؤولين هناك وزعماء القبائل والمشايخ كالشيخ الطاهر المجذوب والشيخ أبو بكر دقنة، والده، وغيرهم من أتباع الطرق الصوفية بما فيها الختمية بزعامة آل الميرغني. وإثر عودته إلى الشرق استجاب له الشيخ الطاهر المجذوب الذي ينحدر من سلالة المجاذيب بالدامر وبدأ يبشر معه بالمهدية في شرق السودان ابتداء من أغسطس / آب 1883م وتحريض قبائل البشاريين و الأمرار على الثورة ضد الحكام ثم توجه الاثنان إلى منطقة سنكات فتجاوبت معهما قبائل البجة وانضم عدد كبير من رجالها إلى الثورة المهدية.

## ثورته في الشرق ومعاركه

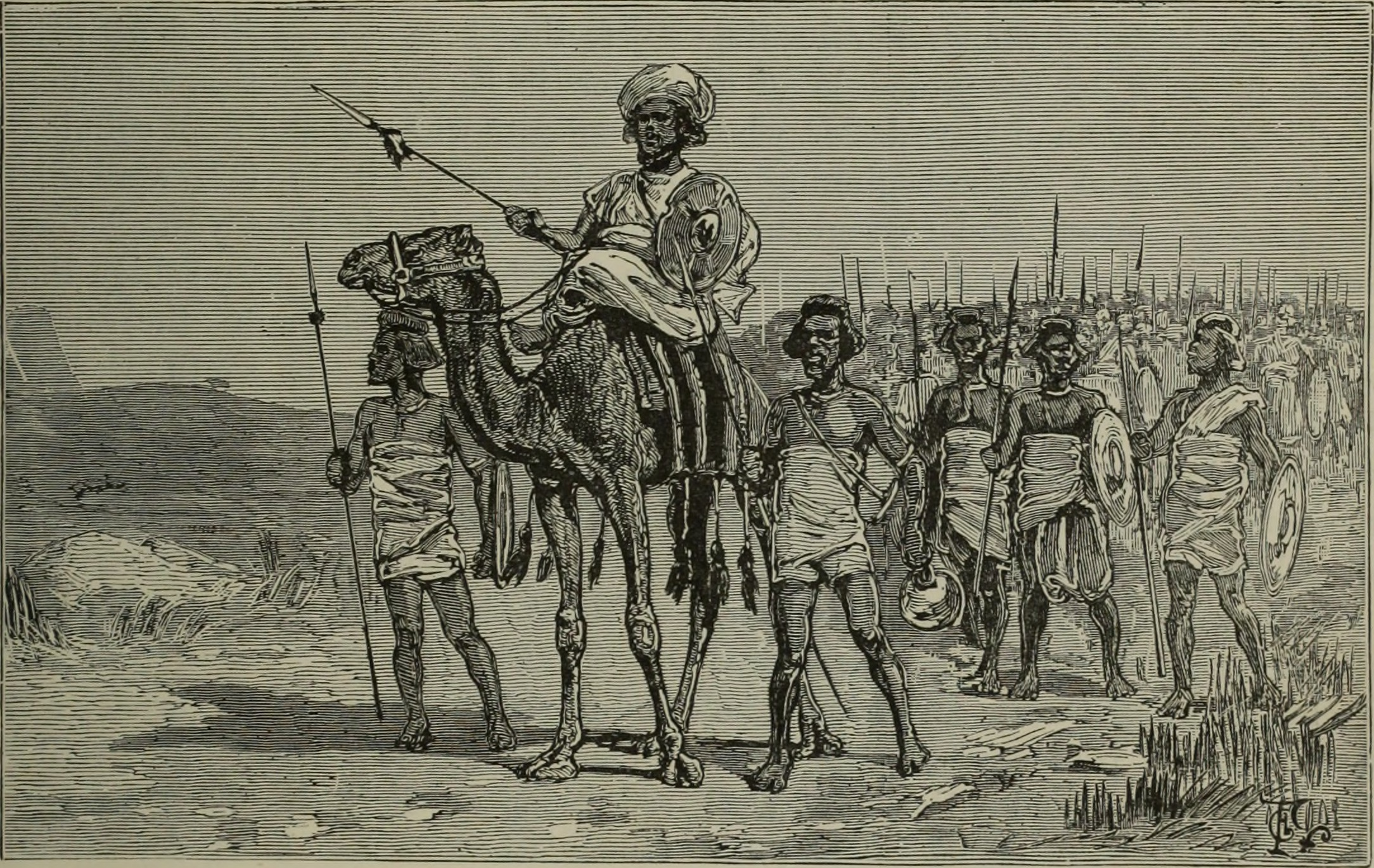
الحرب في السودان 1885

### حصار سنكات وطوكر
قرر دقنة أن يشعل فتيل ثورته بهجوم مباغت على مدينة سنكات ولكن الحامية العسكرية فيها ردته على أعقابه، ومع ذلك ظل يناوش الحامية التي أرسل قادتها تجريدة قوامها 156 فردا بقيادة البكباشـي محمود أفندي خليل لإيقافه والتقى دقنة بتلك القوة في معركة صغيرة في خـور إيتت انتصـر فيها دقنة الذي قرر بعد ذلك فرض حصار محكمٍ على الحامية حتى سقطت المدينة فقام بضمها إلى دولة المهدية في يوم الجمعة 8 فبراير / شباط 1884م.

### معارك ألتيب
كما حاصر دقنة حامية طوكر أيضا والتقى بمقاتلي لأتراك المصريين في معركة التيب الأولـى فـي 5 نوفمبر / تشرين الثاني 1883م والتي قتل فيها القنصـل البريطاني مونكريف.
تلتها معركة التيب الثانية التي وقعت في يوم 4 فبراير / شباط وقتل فيها حوالي 4500 جندي من الجيش الإنجليزي بقيادة فالنتين بيكر باشا، بينما لقي 300 من جنود دقنة مصرعهم. أما معركة التيب الثالثة (واقعة الساحل الثالثة، كما تسمى أحياناً) فقد حدثت في يوم الجمعة 29 فبراير / شباط 1884 وشارك فيها من الجيش الإنجليزي حوالي 24 ألف جندي بقيادة الجنرال جيرالد غراهام وسقط منهم ما يزيد عن 3 آلاف قتيل بينما كان عدد مقاتلي الأنصار لا يزيد عن 3 آلاف مقاتل مات منهم في المعركة حوالي 1500.

### معارك تاماي
قاد القوات الإنجليزية في معركة تاماي الثانية الجنرال غراهام أيضا ووقعت في 12 مارس / آذار 1884 ودارت رحاها بين 20 ألف مقاتل إنجليزي مسلحين بمدافع ميدان من طراز غاردن ومسدسات وبنادق من طراز مارتيني هنري ذات الطلقة الواحدة، وقتل منهم ثمانية آلاف بينما سقط قرابة الألفين من ثوار دقنة الذين لم يزد عددهم عن 6 آلاف مجاهد مسلحين بالخناجر المعقوفة والرماح والسيوف وبضع بنادق من طراز مارتيني هنري.
وبتوالي المعارك وعمليات الحصار رأي بغض قادة الحاميات المصرية بشرق السودان الانسحاب من حامياتهم والاحتماء في حامية سواكن الكبيرة وحاول قائد حامية سنكات محمد توفيق الانسحاب ولكنه ما أن غادر المدينة بجنوده في صبيحة 8 فبراير / شباط 1884م انقض عليهم الأمير عثمان دقنة ووقعت معركة وبعد إسبوعين من تلك الواقعة استسلمت حامية طوكر لتفادي المزيد من المجازر.

### معركة النخيلة والخلاف مع الأمير محمود ود أحمد
عندما بدأت القوات الإنجليزية المصرية تحركها نحو أم درمان في ربيع عام 1898 إبان الحملة العسكرية بقيادة هربرت كتشنر لاسترداد حكم السودان وجه الخليفة عبد الله التعايشي الأمير دقنة بالالتحاق بالأمير محمود ود أحمد لصدهم عند نهر عطبـرة بشمال ووقف تقدمها. ووافق الخليفة على خطة عثمان دقنة بتطويق كتشنر من خلال التحرك إلى عطبرة، ولكن محمود ود أحمد رفض الفكرة واقترح إنشاء معسكر دفاعي محصن في عطبرة. وبذلك أصبح جيش المهدية هدفا ثابتا لكتشنر. وفي النخيلة أو معركة عطبرة كما تسمى، أطلق كتشنر وابل من قذائف المدافع على قوات محمود ود أحمد تلاه هجوم سريع عليها مما أدى إلى انهيار مواقعها. وتمكن دقنة مع بضعة آلاف من المحاربين من التراجع إلى الجنوب فيما لقي معظم قوات محمود ود أحمد مصرعه وتم أسر ما تبقى بمن فيهم محمود ود أحمد نفسه الذي قبض عليه جنود سودانيون تابعون للواء المصري.

### معركة كرري
قاتل دقنة في عام 1899 في معركة كرري المصيرية (في خور شمبات)، وتراجع إثر الهزيمة مع الخليفة وأصيب في معركة أم دبيكرات بجراح، وكان الأمير الوحيد الذي تمكن من الهرب واستمر في المقاومة قبل القبض عليه.

### قائمة المعارك التي خاضها
| المعركة             | موقعها     | تاريخ وقوعها                |
| ------------------- | ---------- | --------------------------- |
| معركة سنكات         | (أوكاك)    | 15أغسطس/ آب 1883            |
| معركة قباب          | غرب اركويت | 19 سبتمبر/ أيلول 1883       |
| معركة أبنت          | سنكات      | 16 أكتوبر/ تشرين الأول 1883 |
| معركة التيب الأولى  | غرب طوكر   | 4 نوفمبر/ تشرين الثاني 1883 |
| معركة تاماي الأولى  | غرب سواكن  | 2 ديسمبر/ كانون الأول 1883  |
| معركة التيب الثانية | غرب سواكن  | 4 فبراير/شباط 1884          |
| معركة سقوط سنكات    | سنكات      | 8 فبراير/شباط 1884          |
| معركة سقوط طوكر     | طوكر       | 20 فبراير/شباط 1884         |
| معركة التيب الثالثة | قرية التيب | 29 فبراير/ شباط 1884        |
| معركة هشيم          | قرب سواكن  | 20 مار/آذار 1885            |
| معركة توفرك         | قرب سواكن  | 22 مارس/آذار 1885           |
| معركة سقوط كسلا     | كسلا       | 30 يوليو/ تموز 1885         |
| معركة كونيت         | قرب كسلا   | 23 سبتمبر/ أيلول 1885       |
| معركة هندوب         | قرب سواكن  | 17 يناير/ كانون الثاني 1888 |

## رد فعل الحكومة التركية المصرية
عندما أدرك الخديوي تعاظم قوة عثمان دقنة قام بتعيين ضابط بريطاني هو الميجور جنرال (لواء) فالنتين بيكر من سلاح الفرسان البريطاني وكان من الضباط الأكفاء الذين عملوا في جنوب أفريقيا وحرب القرم والحرب البروسية الفرنسية. وصل بيكر إلى سواكن في ديسمبر / كانون الأول 1883م وكان دقنة يحاصر مدينة طوكر في تلك الأثناء، فتحرك بيكر بقوة تضم في صفوفها باشبوزق وجندرمة مصريين وجنود من سلاح الفرسان وذلك لفك الحصار عن طوكر وانتظمت القوة في هيئة ما عرف بالمربع البريطاني التكتيكي وهو عبارة عن أربعة خطوط على الجهات الأربع تتكون من جنود يحملون بنادق ومدافع وعادة ما تجمع المؤن في الداخل.
وبدلاً من المواجهة المباشرة واقتحام المربع كان دقنة يقوم بالمناورة واستدراج العدو إلى كمائن أُعِدت مسبقاً من خلال المناوشة والانسحاب السريع وهو ما حدث مع قوات بيكر عندما قام باستدراجها حتى تمكن من إدخالها إلى قرية تسمى ألتيب وهناك انهال عليها فرسان قبيلة الهدندوة وقضوا عليها في معركة فرّ خلالها بيكر مع بعض حرسه إلى مدينة سواكن المحصنة حيث أرسل بعد أسبوع من فراره رسالة للورد كرومر بالقاهرة يقول له: «لم يحاول الجنود القتال مطلقاً فقد ألقوا أسلحتهم ولاذوا بالفرار وبعضهم ترك نفسه ليُقتَل دون مقاومة. أكثر من ألفين منهم قتلوا والأوربيين أيضا عانوا كثيرا».
و عندما مارس الإعلام والرأي العام الإنجليزي ضغوطا على وليم غلادستون رئيس الوزراء ليرد كرامة بريطانيا حيال الهزائم التي مني بها ضباطها في شرق السودان على يد الدراويش أصدر غلادستون أمره إلى الأدميرال السير وليم هوايت قائد الأسطول البريطاني بالبحر الأحمر بأن يجمع قواته ويرسلهم إلى سواحل السودان لمحاربة عثمان دقنة. وفي فبراير / شباط 1884 تم إنزال مشاة البحرية البريطانية على سواكن مع تأمين من سفن أسطول البحر الأحمر البريطاني وفي مقدمتهم المدمرة الإنجليزية «نسر جلالة الملكة».
وضمت الحملة التي كان هدفها هو استعادة كرامة الجيش البريطاني وهيبته وتأديب قوات عثمان دقنة التي حطمت تلك الهيبة ومن ثم مساعدة الجنرال تشارلز جورج غوردون المحاصر في الخرطوم من قبل جيش المهدي، ضباطاً ذو خبرة واسعة من بينهم الجنرال سير جيرالد غيرهام الذي يحمل وسام صليب فكتوريا والكولونيل هربرت ستيوارت الذي اشتهر في معركة التل الكبير التي انهزم فيها عرابي في مصر والكولونيل فردريك برنابي قائد فرسان الحرس الملكي (البلوز) و اللورد شارلس بيريز فورد من قادة الأسطول البحري الملكي. قسم القوة إلى ثلاثة ألوية فقط (اثنان مشاة وواحد من الخيالة).
خرج غراهام بقواته من ميناء ترينكتات الصغير على هيئة المربع الإنجليزي. كانت الواجهة الأمامية للمربع تتكون من الهايلاندرز والواجهة الخلفية من البلاك ووتش والواجهة اليسرى من المارينز واليوركشير و اللانكشير وكونت قوات الآيرش تم تأمين المربع بمدافع من بينها مدفع غاتلينج .
تأهب دقنة لملاقاة هذا الجيش فأمر قائديه مدني وعبد الله بن الحسن بالمرابطة في الاطلال القائمة علي قرية التيب واتخاذها كمواقع للرماية. وكان لقوات عثمان دقنة مدفعا واحدا من طراز غاتلينج وبضعة مدافع ميدان غنموها من قوات بيكر.وبعد معركة التب وصف جراهام ما حدث وقال:«مجموعة ضخمة من الوطنيين جاءت كسيل متدفق وهجمت بعزيمة لا تلين علي كتيبة اليوركشير واللانكشير وكتيبة المرتفعات الاسكتلندية (الحرس الأسود) مما جعل المربع ينهار ويتخبط في فوضى تامة. وقد تمكن العدو من الاستيلاء على مدافع لواء البحرية التي أمنها رجالها ووقفوا بجانبها حتى النهاية». و كتب قائلا بعد معركة تاماي: «خسائرنا كانت فادحة، فكثير من الرجال الشجعان من الرويال هايلاندرز واليوركشير واللانكشير قدموا حياتهم لإنقاذ شرف وسمعة وحداتهم، وخسائر العدو بلغت أربعة آلاف ما بين قتيل وجريح، ولكن السودانيين وكما حدث من قبل انسحبوا بهدوء ونظام جيد، مقدمين صورة مشرفة عن أنفسهم، وكان من الواضح أنهم مصممون على القتال مرة أخرى.

## استرداد غراهام بعض مدن شرق السودان
ورغم خسارتها الفادحة تمكنت قوات غراهام من استرداد بعض مدن الشرق الأمر الذي قوبل بارتياح من قبل الإنجليز ولكنها لم تستطع الوصول إلى الخرطوم لإمداد الجنرال غوردون كما أنها انسحبت في أبريل / نيسان 1884 إلى القاهرة واستولى عثمان دقنة علي الشرق مجددا وأرسل للمهدي قائلا:«لقد قذف الله الرعب في قلوب الإنجليز فولوا مدبرين».

## حامية سواكن
كانت سواكن هي المدينة الوحيدة التي لم يتمكن دقنة من ضمها للمهدية بسبب الحامية البريطانية التي تحرسها بضباطها البريطانيين وبدعم من مدفعية بعض بوارج الأسطول الملكي البريطاني بالبحر الأحمر.

## قطع الطريق أمام حملة انقاذ غوردون
شارك عثمان دقنة في حرب أخرى جديدة ضد الإنجليز بقيادة لورد وليسلي في شمال السودان بالقرب من عطبرة وذلك بهدف قطع الطريق عليهم ومنع وصولهم المبكر إلى الخرطوم المحاصرة. ولم تستطع حملة الإنقاذ الوصول في الوقت المناسب وقتل العديد من قادتها خلال تحركها نحو الخرطوم فعادت ادراجها إلى بريطاني بعد سقوط الخرطوم في يد المهدي ومصرع غوردون في يناير / كانون الثاني 1885م.

## نتائج ثورة دقنة ودوره في تعزيز الثورة المهدية
أهم نتائج ثورة عثمان دقنة في شرق السودان هي تمكنه من قطع طريق سواكن ــ بربر ــ الخرطوم. وقطع خط التلغراف بين سواكن وكسلا.
لقد تزامنت حملات الأمير عثمان دقنة علي سواحل البحر الأحمر بالقضاء علي الحاميات التركية المصرية التي كانت تحت إمرة ضباط إنجليز في الوقت نفسه الذي تحركت فيه حملة الكولونيل وليم هكس، قائد أركان الجيش المصري بالسودان، غرباً للقضاء على المهدي في معركة غابة شيكان. وقام دقنة بقطع أي مدد قد يأتي من منافذ البحر الأحمر إلى الكولونيل هكس باشا الأمر الذي ساعد قوات المهدي في إيقاع الهزيمة بالحملة في عام 1883م وإبادة جنودها كلهم في معركة علق بالقول عليها اللورد فيتز موريس في جلسة مجلس اللوردات البريطاني في نوفمبر / تشرين الثاني 1883م وقال: «لم يفن جيش بهذه الطريقة منذ أن هلك جيش فرعون في البحر الأحمر.
وحاول المصريون الأتراك بقيادة الإنجليز فك الحصار الذي فرضه دقنة علي طوكر وإبعاد الخطر عن ميناء سواكن ولكنهم لم ينجحوا فقد وقعت طوكر وسنكات في قبضة عثمان دقنة. وهكذا تمكن عثمان دقنة من تحرير شرق السودان من التركية السابقة ووضعه تحت راية المهدية في الفترة بين سنة 1886م ـ 1887 م ماعدا حامية سواكن التي ظلت محاصرة. وساهم بذاك في تسهيل قتال الأنصار في مناطق السودان الأخرى.

## هروبه
بعد هزيمة الجيوش المهدية في معركة كرري وقرار الخليفة عبد الله التعايشي بالتراجع مع بعض قواته غرباً لمواصلة الكفاح لحق به الأمير عثمان دقنة بمن معه من رجال وعندما وصلت الأنباء بمقتل الخليفة أمر دقنة جنوده من أهل الشرق بعبور النيل من الدويم والتوجه نحو رفاعة ومنها إلى الشرق عبر سهول البطانة. أما هو فقد تنكر وأخذ يتنقل بين رفاعة وغيرها من المناطق الأخرى وبعث إلى أهله في طوكر ليعدوا العدة له لتهريبه إلى بلاد الحجاز،
 وأعدوا له ثلاث قوارب واحدة في ترنكتات والثانية في هيدوب والثالثة في شمال عقيق.

## اعتقاله ونفيه

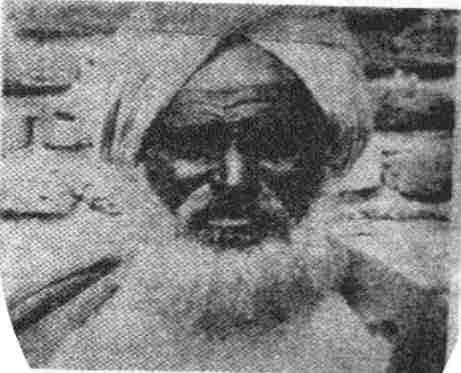
غثمان دقنة اثناء سنوات سجنه

وصل خبر وجود الأمير عثمان دقنة في الشرق إلى الإنجليز الذين أعلنوا عن جائزة كبيرة لمن يدلي بمكانه، وعن طريق الوشاية علم مأمور سواكن بذلك فتوجه إلى مكان مخبئه علي رأس قوة من الشرطة وتمكن من أسره. ونقل دقنة مكبلاً بسلاسل الحديد إلى سواكن في عام 1900 م، الأمر الذي أثار غيظ أهله الذين خرجوا وضربوا طبول الحرب لمحاربة معتقليه وتحريره من الأسر وسارعت السلطات بتهدئة الجموع ووعدتهم باحترام مكانته كأمير وإخضاعه لمحاكمة عادلة، وسرعان ما تم نقله إلى مصر في 18 يناير / كانون الثاني 1900

وأودع أولاً في سجن رشيد ثم في دمياط و في ديسمبر / كانون الأول 1908 م نقل مجدداً إلى سجن وادي حلفا بالسودان. التمس عثمان دقنة وفي عام 1923 م من حكومة الحكم الثنائي السماح له بأداء فريضة الحج وقوبل الطلب في البداية بالرفض، ولكن الحكومة البريطانية وتحت ضغوط برلمانية قادها حزب الأحرار البريطاني في لندن في عام 1924م عادت وسمحت لدقنة بالذهاب إلى الأراضي المقدسة لأداء فريضة الحج.

## وفاته
وعند عودته من الأراضي المقدسة بعد ما أكمل مناسك الحج وضع دقنة رهن الاعتقال المنزلي وخصص له منزلاً صغير بجوار مركزٍ للشرطة في سواكن ليقضي فيه بقية حياته يصوم في النهار ويفطر في المساء علي اللبن والتمر ويقيم الليل بتلاوة القرآن وقد زاره في سجنه الملك جورج السادس ملك بريطانيا الذي توقف في سواكن أثناء زيارته للهند. وتمت إعادته إلى سجن حلفا. وفي 17 ديسمبر / كانون الأول 1927 م توفي الأمير عثمان دقنة ودفن في مقابر السيد إبراهيم الميرغني بوداي حلفا.
وفي 30 أغسطس / آب 1963م وعلي أثر تهجير مواطني وادي حلفا اثتاء يناء السد العالي قررت حكومة الرئيس إبراهيم عبود نقل رفات الأمير عثمان دقنة من وادي حلفا  وإعادة دفنه في مدخل مدينة سواكن وتم الكشف عن وجهه للتعرف عليه ومن ثم إعادة تكفينه ووضعه في تابوت خاص غطي بعلم السودان، نقل الرفات في احتفال رسمي إلى مدينة بورتسودان ومنها إلى عطبرة ثم إلى مدينة أركويت بشرق السودان حيث أقيم له ضريحاُ  في إحدى الروابي العالية هناك وبجواره قائمة المعارك الأربع عشرة التي خاضها وانتصر فيها وتواريخ وقوعها بالتسلسل.